# Plaut
Titus Maccius Plautus (ur. ok. 250 p.n.e. w Sarsinie, zm. ok. 184 p.n.e.) – rzymski komediopisarz, jeden z najstarszych (obok Katona Starszego) pisarzy rzymskich, których utwory zachowały się więcej niż we fragmentach, a przy tym jeden z dwóch (obok Terencjusza) komediopisarzy rzymskich, których utwory znamy z bezpośredniego przekazu.

## Życiorys
O życiu Plauta wiadomo niewiele. Według przekazów starożytnych urodzić się miał w miasteczku Sarsina w starożytnej Umbrii. Na pisaniu komedii dorobił się sporego majątku, który następnie zainwestował w handel morski, wskutek czego zbankrutował i pozostał bez środków do życia. Dla utrzymania się miał zatrudnić się w młynie przy obracaniu żaren (była to praca zwykle wykonywana przez niewolników lub zwierzęta pociągowe, np. osły albo muły). W czasie wolnym od pracy przy żarnach napisał trzy komedie, a wystawiwszy je odzyskał samodzielność finansową. 
Datę jego śmierci przekazuje Cyceron, który (w dialogu Brutus) twierdzi, że Plaut zmarł za konsulatu Publiusza Klaudiusza Pulchra i Lucjusza Porcjusza Licynusa, czyli w 184 p.n.e.

## Kwestia nazwiska
Przypuszcza się, że Plaut mógł pochodzić z rodu Makcjuszów w Umbrii. Część jego nazwiska może nawiązywać do maski głupca w komedii, co może uzasadniać przypuszczenie zastosowania w nazwisku zawodowego pseudonimu. Nazwisko Plautus znaczy o płaskich stopach, co mogłoby potwierdzać przynależność do jakiejś trupy teatralnej, być może mimicznej, bo to właśnie tych aktorów grających boso nazywano płaskostopymi.
W okresie średniowiecza i w czasach nowożytnych sądzono przez długi czas, że Plaut nazywał się Marcus Accius Plautus lub Marcus Actius Plautus, gdyż w bliżej nieokreślonym momencie pomiędzy VI a IX wiekiem n.e. nietypowe (zapewne pochodzenia umbryjskiego) nazwisko Maccius w procesie kopiowania manuskryptów rozpadło się na M. Accius. Dopiero w pierwszej połowie XIX wieku, dzięki odnalezionemu w 1815 palimpsestowi z VI wieku, udało się ustalić, jak właściwie się pisarz nazywał.

## Twórczość

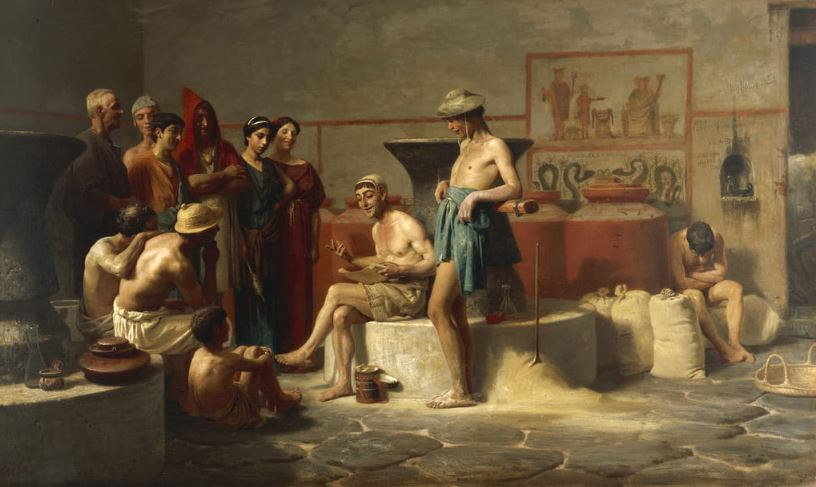
Plaut czytający swą sztukę w młynie (mal. Camillo Miola, 1864)

Komedie Plauta (o czym sam zresztą informuje w prologach) to przeróbki i adaptacje komedii greckich należących do nowej komedii attyckiej. Autorem większości opracowanych przez niego fabuł był Menander. Utwory pisane są językiem dosadnym, zbliżonym do potocznej łaciny tamtego okresu i przedstawiają realistycznie wiele sytuacji z ówczesnego życia.
Często stosowanym kryterium podziału jest charakter utworów, dzielonych na komedie:
- charakterów (Truculentus, Miles gloriosus, Aulularia)
- intryg (Epidicus, Asinaria, Curculio, Persa, Pseudolus, Poenulus, Bacchides, Mostellaria)
- pomyłek (Amphitruo, Menaechmi)
- rodzinne (Trinummus, Captivi, Cistellaria, Rudens, Stichus, Vidularia)
- farsy (Mercator, Casina)

Utwory te są pozbawione głębszej refleksji filozoficznej i płytkie pod względem psychologicznym, a w obsadzie aktorskiej – z szeregiem powtarzających się postaci (handlarz niewolników, starzec-sknera, przebiegły niewolnik, pasożyt). Również niewyszukana intryga powiela schemat obecny we wszystkich komediach: wolno urodzony młodzieniec zakochany w niewolnicy albo kurtyzanie, poszukuje na jej wykupienie pieniędzy, które podstępnie zdobywa zaufany i sprytny niewolnik. Po pokonaniu wielu trudności i przeszkód okazuje się, że zarówno on, jak i dziewczyna też są wolno urodzeni, co utrzymaną w wartkim tempie fabułę wieńczy szczęśliwym zakończeniem.  

### Problem autentyczności
Komedie Plauta cieszyły się w starożytności wielkim powodzeniem, gdyż samo jego nazwisko było gwarancją sukcesu przedstawienia. Z tego powodu wkrótce pojawiło się wiele ich podróbek, gdy niektórzy komediopisarze zaczęli sprzedawać własne sztuki pod nazwiskiem Plauta lub gdy teatry wystawiały obce sztuki z wykorzystaniem jego nazwiska.
Do ogólnego zamieszania w tym zakresie mogły przyczyniać się też zwykłe nieporozumienia: istnieje np. przekaz, że obok Plauta (łac. Plautus) istniał też komediopisarz Plaucjusz (łac. Plautius), co w wyniku właściwości języka w połączeniu z przyjętym w starożytności sposobem tytułowania utworów mogło powodować omyłki (choć z uwagi na sławę Plauta przekłamania te były pewnie jednostronne).

### Kanony
W rezultacie już w czasach późnej republiki znano pod nazwiskiem Plauta około stu trzydziestu komedii, zdając jednak sobie sprawę, że część z nich jest mu przypisywana fałszywie. Ponadto oczywiste było, że on sam również mógł dokonywać adaptacji sztuk innych rodzimych komediopisarzy (jak np. Newiusza), podobnie jak to robił z komediami Menandra. Niemniej podjęto wysiłki dla ustalenia kanonu utworów, które bezspornie wyszły spod ręki Plauta. Różni uczeni uznawali przy tym autentyczność różnej ich liczby spośród wspomnianych stu trzydziestu. Wiadomo np. o kanonie Lucjusza Eliusza Stilo, który uznawał autentyczność jedynie 25 komedii.

### Kanon warroński
Najbardziej znany był tzw. kanon warroński, ustalony przez Marka Terencjusza Warrona, który podzielił zbiór przypisywanych Plautowi komedii na trzy części:
- komedie autentyczne, co do których żaden z badaczy nie wątpi, że są autorstwa Plauta (Warron wydzielił tu 21 utworów);
- komedie o wątpliwej autentyczności: ich liczba jest nieznana, w tekstach źródłowych pada kilka tytułów jak np. Saturio, Addictus, Fretum (lub Fretus), Neruolaria;
- komedie nieautentyczne, jak Boeotia, Gemini lenones, Condalium, Bis, Agroecus, Commorientes.

Autorytet Warrona sprawił, że do naszych czasów zachowało się w stanie mniej więcej nieuszkodzonym tych 21 komedii, które uznał on za autentyczne. Są to:
| - Amfitrion (Amphitruo) - Komedia ośla (Asinaria) - Garnek złota (Aulularia) - Siostry (Bacchides) - Jeńcy (Captivi) - Panna młoda (Casina) - Komedia skrzynkowa (Cistellaria) | - Wołek zbożowy (Curculio) - Epidikus (Epidicus) - Bracia (Menaechmi) - Kupiec (Mercator) - Żołnierz samochwał (Miles gloriosus) - Strachy (Mostellaria) - Pers (Persa) | - Punijczyk (Poenulus) - Pseudolus - Rudens (Lina) - Stichus - Trzy grosze (Trinummus) - Gbur (Truculentus) - Komedia koszykowa (Vidularia) |

Z reszty pozostały jedynie tytuły (łącznie 32) i garść fragmentów.

### Wydania
Wydania krytyczne Plauta opracowali Wallace Lindsay i Alfred Ernout.

## Recepcja
Komedie Plauta wywarły istotny wpływ na rozwój komedii europejskiej. W Polsce interesował się nim już w XV wieku Grzegorz z Sanoka, później Jan Kochanowski. Józef Ignacy Kraszewski przełożył pięć jego utworów (Samochwał, Pasożyt, Trojak, Rozbitki, Koszyk) podczas uwięzienia w berlińskim Moabicie, pośmiertnie opublikowanych drukiem (T.M. Plauta komedyj pięciu parafrazy, Złoczów 1888).